# Жамбыл (Меркенский район)
Жамбыл  (каз. Жамбыл) — село в Меркенском районе Жамбылской области Казахстана. Административный центр Жамбылского сельского округа. Находится непосредственно западнее села Мерке, административного центра района. Код КАТО — 315433100.
Основано в 1932 году как центральное отделение свекловодческого совхоза «Меркенский». Через Жамбыл проходит автомобильная дорога Алматы — Тараз.

## Население
В 1999 году численность населения села составляла 6534 человек (3462 мужчины и 3072 женщины). По данным переписи 2009 года, в селе проживало 6633 человека (3237 мужчин и 3396 женщин).